# Kariana
Kariana és un petit poble del districte d'Amreli en l'estat de Gujarat, Índia.

## Història
Kariana fou també el nom d'un petit estat tributari protegit del prant de Gohelwar, a l'agència de Kathiawar, província de Gujarat, presidència de Bombai, format per 10 pobles, dels quals el principal era Kariana, amb set tributaris separats. La superfície era de 26 km² i una població de 3.156 habitants (1881).
La capital tenia 1429 habitants el 1872 i 1063 el 1881 i estava a 20 km al nord de Lathi.
Els ingressos s'estimaven en 2100 lliures i el tribut pagat al govern britànic era de 85, i de 30,14 al nawab de Junagarh.